# Villers-l’Hôpital
Villers-l’Hôpital – miejscowość i gmina we Francji, w regionie Hauts-de-France, w departamencie Pas-de-Calais.
Według danych na rok 1990 gminę zamieszkiwały 242 osoby, a gęstość zaludnienia wynosiła 29 osób/km² (wśród 1549 gmin regionu Nord-Pas-de-Calais Villers-l’Hôpital plasuje się na 978. miejscu pod względem liczby ludności, natomiast pod względem powierzchni na miejscu 430.).